# Ablabesmyia hilli
Ablabesmyia hilli es una especie de insecto díptero. Fue descrito por primera vez en 1961 por Freeman. 
Pertenece al género Ablabesmyia, familia Chironomidae.

## Distribución
Se distribuye por Austria y Samoa.